# Gabi Petri

Gabi Petri (1987)

Gabi Petri (geboren am 6. Dezember 1960 in Horgen) ist eine Schweizer Politikerin (Grüne). Sie ist seit 1991 Mitglied des Zürcher Kantonsrats und Geschäftsführerin des Verkehrs- und Umweltverbands VCS Zürich und gilt als versierte Verkehrspolitikerin.

## Leben
Gabi Petri ist in Horgen aufgewachsen. Sie absolvierte die Matur an der Kantonsschule Wiedikon in Zürich und begann ein Rechtsstudium an der Universität Zürich, das sie wegen ihrer ersten Schwangerschaft abbrach. Seit 1991 arbeitet sie Teilzeit als Geschäftsführerin des VCS Zürich. Gabi Petri lebt seit vielen Jahren in Partnerschaft mit dem Schweizer Politiker Markus Knauss (geboren am 27. Juli 1961), der seit 1998 für die Grünen im Zürcher Stadtparlament, dem Gemeinderat, sitzt. Die beiden teilen sich die Geschäftsleitung des Zürcher VCS und teilten sich ebenso die Betreuung ihrer beiden Töchter. Fremdbetreuung lehnte das Paar ab. Sie lernten sich 1987 über Freunde im Zürcher Kreis 4 kennen und wurden kurz darauf Eltern. Heute leben sie im Zürcher Kreis 3.

## Politik
Petri begann ihre politische Karriere am linken Rand, bei den Progressiven Organisationen (POCH). Seit Anfang der 1990er Jahre ist sie mit der Grünen Partei verbunden. 1991 wurde sie in den Zürcher Kantonsrat gewählt. Im Parlament, aber auch in ihrer Position als VCS-Geschäftsführerin beschäftigt sich Petri hauptsächlich mit Verkehrsthemen. In ihrem ersten Vorstoss 1991 etwa stellte sie sich als Kantonsrätin quer gegen die Oberlandautobahn, die durch eine geschützte Moorlandschaft hätte führen sollen. 2001 ging sie als VCS-Geschäftsführerin mit Rekursen erfolgreich gegen das Grossprojekt Eurogate beim Zürcher Hauptbahnhof vor.
Ihr Engagement brachte Petri auch immer wieder Anfeindungen ein: 2004 bekämpfte Petri mit dem VCS Zürich das Fussballstadion Hardturm durch alle Instanzen und wurde dafür von Fussballfans als «Öko-Hexe» beschimpft. Die Politikerin gilt als sehr gut vernetzt und schmiedet häufig Allianzen über Parteigrenzen hinweg, etwa um das Polizei- und Justizzentrum Zürich zu verhindern (was ihr für einmal nicht gelang). Manchmal sorgt ihr selbstbewusstes Auftreten für Querelen in den eigenen Reihen, 2014 kam es in der Kreispartei 4/5 vor den Wahlen zu einem Zerwürfnis, weil die altgediente Politikerin ihren ersten Listenplatz nicht an einen Nachwuchspolitiker abgeben mochte.
2020 versenkten Petri und Knauss den Rosengartentunnel, ein umstrittenes Milliardenprojekt des Kantons Zürich in der Stadt Zürich. Die beiden hatten die Nein-Kampagne zur Abstimmung über das Rosengarten-Projekt geleitet, das deutliche Resultat, über 60 Prozent der Bevölkerung stimmte Nein, ist für die NZZ „einer der grössten Siege in der jahrzehntelangen Tätigkeit des Politikerpaars.“
Gabi Petri und Markus Knauss sitzen beide im Komitee der Uferschutz-Initiative, die sich gegen den Bau von Hochhäusern an Fluss- und Seeufern in der Stadt Zürich richtet. Da sich auch andere ehemalige Fussballstadion-Gegner im Komitee befinden, wurde im Juni 2023 öffentlich Kritik laut, dass die Initiative ein weiterer Angriff auf das neue Stadion-Projekt auf dem Hardturm (Stadion) Areal ist.